# Alice Baker
Alice Baker é uma diretora de arte americana. Como reconhecimento, foi nomeado ao Oscar 2014 na categoria de Melhor Direção de Arte por 12 Years a Slave.